# Metabiantes convexus
Metabiantes convexus is een hooiwagen uit de familie Biantidae.